# Verdes (separatistas montenegrinos)

Bandeira

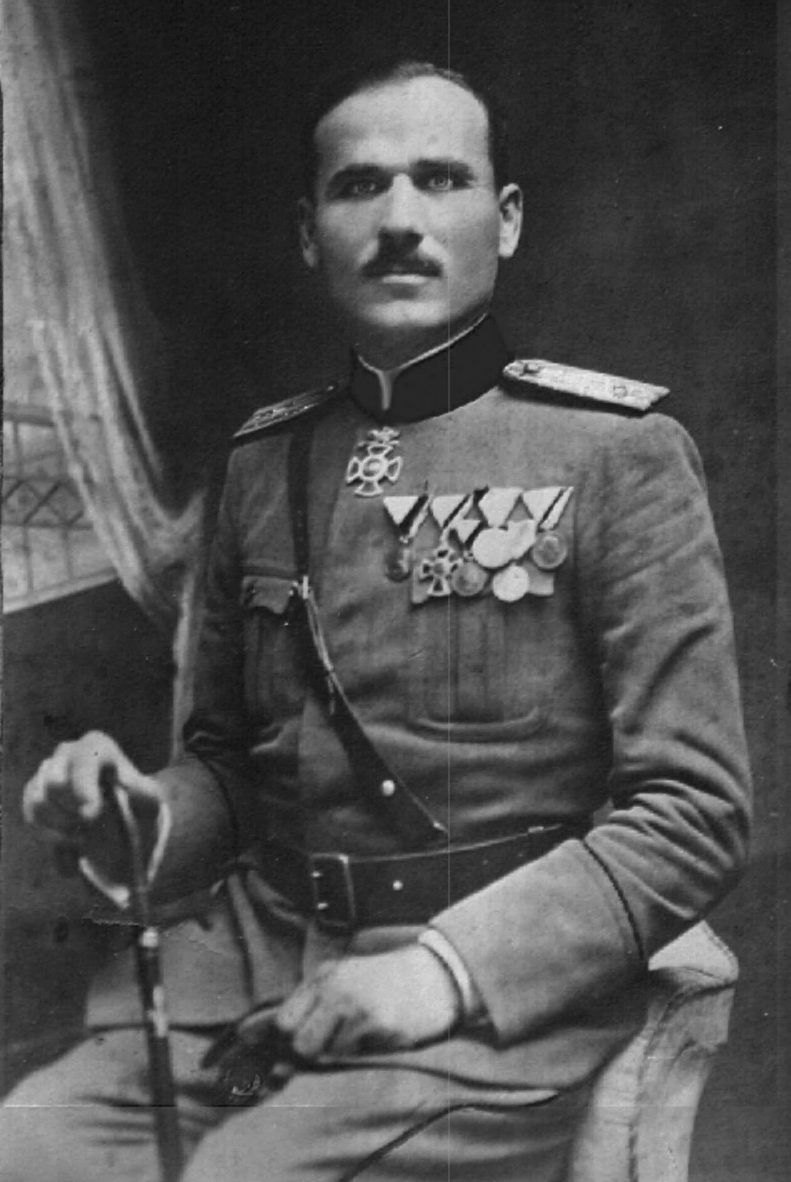
Krsto Popović (1881-1947), fundador do movimento.

Os Verdes (servo-croata : Zelenaši ; cirílico sérvio: Зеленаши)  foi um movimento político montenegrino que, durante o período entre guerras, se opôs à monarquia iugoslava, primeiramente por reivindicações abertamente separatistas, depois apoiando um projeto federalista. Os Montenegrinos Verdes, em seguida, passaram para a colaboração com os ocupantes italianos e alemães durante a Segunda Guerra Mundial.

## Histórico
O movimento verde tem suas origens na assembleia que decidiu, no final de 1918, pela incorporação do Reino de Montenegro com o Reino da Sérvia: os delegados minoritários, apoiando a dinastia Petrović-Njegoš, que haviam se oposto a união dos dois países teriam votado com cédulas verdes, enquanto que os apoiantes da união sob a égide da dinastia Karadjordjevic teriam usado cédulas brancas.
Depois de sua derrota na assembleia, os Verdes, provenientes em grande parte das regiões rurais, tentaram no início de 1919 uma insurreição contrária a união com a Sérvia: a "Revolta de Natal" (assim nomeada porque coincidiu com o Natal ortodoxo) foi particularmente liderada pelo capitão Krsto Popović. A revolta falhou, mas os Verdes continuaram posteriormente se opondo à monarquia centralista reivindicando autonomia para os montenegrinos.
O movimento verde foi então expresso principalmente no Partido Federalista Montenegrino, criado em 1922 por Sekula Drljević. Durante a eleição de 1925, os Verdes superam em número de votos o Partido Radical Popular Sérvio em Montenegro, marcando o ressurgimento de um autonomismo montenegrino. Durante a década de 1930, os Verdes, que defendem reformas "federalistas" ao invés de uma independência total de Montenegro, mantêm contatos com o ramo montenegrino do Partido Comunista da Iugoslávia.
Após a invasão da Iugoslávia em 1941, os italianos planejam restaurar a monarquia montenegrina por meio de um estado satélite. Acreditam contar com os Verdes, mas, contrariamente ao que suas informações lhes sugerem, o movimento em si é dividido entre os partidários da independência total de Montenegro e os de uma solução federal iugoslava. A tendência de Popović, portanto, não se opõe a uma preservação da Iugoslávia como uma federação em que Montenegro iria desfrutar de uma ampla autonomia, enquanto que a de Drljević é hostil a uma sobrevivência da Iugoslávia sob qualquer forma que seja. Assim sendo, Drljević apoia o projeto dos italianos de proclamar a independência de Montenegro, enquanto Popović objeta, especialmente porque a Itália anexou a Baía de Cátaro e áreas correlatas povoadas por albaneses em seu protetorado.
O projeto italiano de restaurar a monarquia montenegrina enfrenta uma dificuldade adicional quando o herdeiro do trono, o príncipe Miguel, recusa categoricamente a retomar a coroa em tais condições. Drljević reúne em seguida, com grande dificuldade, uma assembleia de 75 delegados e, em 12 de julho, proclama a independência de Montenegro e a restauração da monarquia, pedindo ao rei da Itália Victor Emmanuel III para nomear um regente. Mas, no dia seguinte, os ocupantes e seus aliados montenegrinos são confrontados com uma dupla insurreição, realizadas tanto pelos nacionalistas sérvios como pelos partisans comunistas. O governador militar italiano Alessandro Pirzio Biroli recebe plenos poderes para sufocar a insurgência; ele então convence Mussolini a abandonar a ideia de um Montenegro independente. O país ainda era uma simples governadoria italiana.
Para governar o território, os italianos dependem tanto dos Chetniks locais, com os quais tinham celebrado um acordo para combater conjuntamente os comunistas, como dos Verdes. A milícia liderada por Krsto Popović - cujo efetivo totaliza cerca de 1.500 homens – são  responsáveis pelas regiões de Cetinje e Bar. Os Verdes, no entanto, deverão reduzir as suas respectivas atividades, já que os italianos preferem a sua aliança com os Chetniks.
Após a capitulação dos italianos em setembro de 1943, os alemães invadiram Montenegro. Uma parte dos Verdes continua a colaborar com os novos ocupantes. Ao fim de 1944 os nacionalistas montenegrinos irão em sua maioria fugir, quando os alemães evacuarem Montenegro.